# جون ليتل
جون ليتل (7 يوليو 1930 بكالغاري في كندا - 18 يناير 2017) هو لاعب كرة قدم كندي في مركز الظهير. لعب مع نادي رينجرز.

## وصلات خارجية
- جون ليتل على موقع قاعدة بيانات كرة القدم.إي يو (الإنجليزية)
- جون ليتل على موقع ناشيونال فوتبول تيمز (الإنجليزية)